# 不信任決議
不信任決議（ふしんにんけつぎ）は、議会で不信任を決議することである。本項では、日本の地方自治体や国会における不信任決議について述べる。

## 日本の地方自治体での首長不信任決議
日本の地方自治体の議会には、地方自治法により普通地方公共団体の長に対する不信任決議が認められている。なお、日本の普通地方公共団体の長の不信任について地方自治法は「決議」ではなく「議決」の文言を用いている。

### 要件
地方自治法第178条の規定により、議員数の3分の2以上が出席する都道府県または市町村の議会の本会議において、4分の3以上の賛成により成立する。地方自治法第281条以下に定められた東京都特別区においても、この規定が適用される。
不信任議決の要件は次の2つである（地方自治法第178条第3項）。
1. 議員数の3分の2以上の者が出席
2. 出席議員の4分の3以上の者が賛成

また、非常の災害による応急若しくは復旧の施設のために必要な経費又は感染症予防のために必要な経費を削除又は減額されたため長が再議に付した場合に、なお議会が削除又は減額すれば、首長はその議決を不信任の議決とみなすことができると規定されている（地方自治法第177条第3項）。
普通地方公共団体の議会において、当該普通地方公共団体の長の不信任の議決をしたときは、直ちに議長からその旨を当該普通地方公共団体の長に通知しなければならない（地方自治法第178条第1項前段）。

#### 「不信任の議決」の解釈
地方自治法第178条に定義される「不信任の議決」の解釈については、議会が首長に対する辞職勧告決議や問責決議を議員数の3分の2以上の出席で4分の3以上の賛成により可決した場合、首長に対する信任決議案を議員数の3分の2以上の出席で4分の3以上の反対により否決した場合、首長が提案した重要議案を議員数の3分の2以上の出席で4分の3以上の反対により否決した場合、議会が首長を刑事告発する決議をした（この具体的事例については後述）場合、などが含まれるか否か、という点で疑義を生じている。
以下のような判例または裁判例がある。
- 「不信任の議決」とみなせるものを同法第177条第4項に該当するものに限定する（鹿児島地裁昭和25年11月21日判決）
- 辞職勧告決議案の可決・信任決議案の否決や客観的に首長に対する不信任の意思を表明すると認められる議決は「不信任の議決」に含まれるとする（和歌山地裁昭和27年3月31日判決）
- 首長が提案した重要議案を議会が4分の3以上の反対により否決した場合が含まれるとする（松江地裁昭和28年3月25日判決）
- 辞職勧告決議は「不信任の議決」に含まれるがそれ以外の議決は含まれないとする説（青森地裁昭和33年2月27日判決）

### 効果
不信任議決があったときは、議長は直ちに首長に通知する。不信任決議を受けた首長は、10日以内に議会を解散することができる（地方自治法第178条第1項後段）。解散しなければ10日が経過した時点で失職する（地方自治法第178条第2項）。また、議会を解散した場合において、選挙後に初めて招集された議会で再び不信任決議案が提出された場合は出席議員の過半数の賛成で成立し、首長は議長から通知があった日において失職する（地方自治法第178条第2項・第3項）。
首長に対する不信任決議は成立要件が非常に厳しく、議員にとっても首長からの解散による失職のリスクを伴う。そのため、政治情勢によっては代わりに拘束力のない辞職勧告決議が決議されることもある。

### 具体的実例
(肩書きは、いずれも当時のもの)

#### 都道府県知事に対して
| 可決年月日     | 都道府県 | 不信任対象者 | 提出理由                                 | 選択 | その後 |
| -------------- | -------- | ------------ | ---------------------------------------- | ---- | --- |
| 1976年12月14日 | 岐阜県   | 平野三郎     | 汚職事件による書類送検                   | 辞職 | 可決当日に辞職。 |
| 2002年7月5日   | 長野県   | 田中康夫     | 県政運営における議会との対立             | 失職 | 出直し選挙に立候補して当選。                                                                                               |
| 2003年3月20日  | 徳島県   | 大田正       | 県政運営における議会との対立             | 失職 | 出直し選挙に立候補して落選。                                                                                               |
| 2006年12月1日  | 宮崎県   | 安藤忠恕     | 宮崎県官製談合事件への関与の疑い         | 辞職 | 当初は失職を選択し出直し選挙立候補への構えを見せていたものの、県政混乱の責任をとり12月3日に辞職表明（翌4日で議会が許可）。 |
| 2024年9月19日  | 兵庫県   | 齋藤元彦     | 兵庫県庁内部告発文書問題による県政の混乱 | 失職 | 出直し選挙に立候補して当選。                                                                                               |

#### 市町村長に対して
- 1959年2月20日、公印不正使用や不渡手形の乱発などで書類送検された山口市の長井秋穂市長を市議会が不信任。翌22日に逮捕・収監された長井は27日に市議会を解散したが、市長に対するリコール運動の盛り上がりから5月22日に辞職した。
- 1964年9月10日、滋賀県能登川町の中村甚試町長が、町議会多数派との対立から不信任。中村は町議会を解散したものの、改選後の町議会で再度不信任が決議され、中村は地方自治法の規定に町長を失職した。同年12月11日に行われた出直し町長選に立候補して再度当選した。
- 1967年4月1日、埼玉県加須市の中田重蔵市長による議会軽視に対し不信任決議が可決。中田は市議会を解散したものの、改選後の市議会でも再度不信任され、出直し市長選に立候補したが落選した。
- 1969年10月17日、佐賀県鳥栖市の安原謙市市長による水道汚職問題を巡って不信任決議が可決。安原は市議会を解散後辞職した[2]
- 1969年12月22日、長野県更埴市（現：千曲市）の坂口登市長による独善的な市政運営に対し不信任決議が可決。坂口は市議会を解散したものの、改選後の市議会でも再度不信任され、出直し市長選に立候補したが落選した。
- 1972年10月7日、浪速医科大学不正事件で逮捕された堺市の土師半六市長に対し不信任決議が可決。土師は11日に辞意を表明した。
- 1973年12月20日、収賄容疑で逮捕された茨城県岩井市（現：坂東市）の富山光男市長に対し不信任決議が可決。富山は即日市議会を解散したものの、改選後の市議会で再度不信任決議が可決されて、冨山は地方自治法の規定により市長を失職した。翌年4月28日に行われた出直し市長選に立候補するが、落選した。
- 1974年6月21日、補正予算の専決処分をめぐって大阪府松原市議会が、長谷川正彦市長への不信任決議を可決。長谷川は28日に市議会を解散したものの、改選後の市議会で再度不信任決議が可決されて、長谷川は地方自治法の規定により市長を失職した。
- 1978年10月23日、長崎県西有家町において、収賄罪で逮捕された梶原菊千代町長に対する不信任決議が可決されたのに対し、梶原は拘置中のまま町議会解散を選択した。
- 1981年2月17日、公務出張の際に私的に親しい女性を同伴させていたとして、東京都小金井市の星野平壽市長に対する不信任決議が可決。星野は27日に市議会を解散させるが、改選後の市議会でも再度不信任されることが確実になったことから4月15日に辞任を表明した。
- 1985年8月8日、愛媛県大西町において、収賄罪で逮捕された神野晏至町長に対する不信任決議が可決されたのに対し、神野は拘置中のまま町議会解散を選択した。
- 1991年4月2日、1月に当選したばかりの香川県観音寺市の今津礼二郎市長を、反市長派が多数を占める市議会が不信任。今津は直ちに市議会を解散させるが、改選後の市議会でも反市長派が多数を占め再度不信任。市長を失職したものの、7月1日に行われた出直し市長選では再選を果たした
- 1996年8月4日、前日に就任した島根県益田市の田中八洲男市長に対し、私立大学誘致を巡る対立から市議会が不信任。12日に田中は市議会を解散したものの、市議会議員の任期が25日までしかなかったことから市長と同時に改選された新しい市議の任期が13日からに繰り上がる珍しい事態となった。
- 2005年6月23日、奈良市議会において、公職選挙法違反容疑で書類送検された鍵田忠兵衛市長に対する不信任決議が可決された例がある。可決後、鍵田は市議会を解散した上で自らも市長を辞職したが、落選した。
- 2006年4月25日、愛知県大治町において、伊藤義範町長が大雨洪水警報発表中に私用でゴルフに出ていた件や議場で暴言を吐いたことで、議会で不信任決議が可決された。5月1日辞職。
- 2006年6月28日、静岡県新居町において、市町村合併の路線対立から、浜松市との合併推進派の古橋武司町長に対する不信任決議が可決された。古橋は議会を解散すると共に自らも辞職し、町長選に立候補するも落選し、湖西市との合併を志向する中嶋正夫が当選した。
- 2006年8月18日、宮城県七ヶ宿町において、町有林問題で混乱を招いたとして、高橋国雄町長に対する不信任決議が可決された。8月28日、高橋は議会を解散し自らも辞職したのち、選挙に立候補するも落選した。
- 2007年1月9日、愛媛県松野町において、市町村合併の路線対立から町長派と反町長派の対立が激化し、岡武男町長に対する不信任決議が可決された。岡は議会解散を選択し、選挙の結果、町長派が多数派となった。
- 2007年3月29日、兵庫県加西市において、職員採用及び市長の公用車の単独使用について不正があったとして中川暢三市長に対する不信任決議が可決された。中川は2007年4月5日に議会を解散したが、市議選後の5月13日に不信任決議が再可決され、中川は地方自治法の規定により市長を失職した。出直し市長選挙として行われた2007年6月17日執行の加西市長選に立候補し、再度当選した。
- 2007年9月3日、大阪府東大阪市において、自民・公明・一部のリベラル派により、長尾淳三市長の不信任決議案が賛成38、反対10で可決された。長尾は議会の任期満了が近かったためもあり、失職を選択。10月28日に執行された出直し市長選挙に市民の信任を再び問うたが長尾は落選し、野田義和が当選した。
- 2009年2月6日、鹿児島県阿久根市において、ブログでの言動が刑事告発に発展した問題や、議会を無視した人事があったとして、竹原信一市長に対する不信任決議が可決された。竹原は市議会解散を選択し、2月22日の市議選では市長派議員を当選させたが、4月17日に不信任決議が再可決され、竹原は地方自治法の規定により同日、市長を失職した。出直し市長選挙として行われた2009年5月31日執行の阿久根市長選に立候補し、再度当選した。
- 2009年3月24日、愛知県西尾市において、受託収賄罪で逮捕された中村晃毅市長に対する不信任決議が可決された。中村は拘置中のまま市議会解散を選択したが、5月3日執行の市議選で選出された議員は、5月20日に全会一致で不信任決議を再可決したため、中村は地方自治法の規定により市長を失職した。出直し市長選挙への出馬を断念した。出直し市長選挙は、6月28日の告示日に、榊原康正が無投票当選を決めた。
- 2009年4月20日、三重県尾鷲市において、税理士法違反で罰金刑を受けた奥田尚佳市長に対する不信任決議が可決された。奥田は市議会解散を選択したが、不信任に賛成した議員は全員再選され、市議選後の6月19日に不信任決議が再可決され、自動失職。出直し市長選挙として行われた2009年7月26日執行の尾鷲市長選に立候補したが、落選した。
- 2010年9月2日、埼玉県草加市において、収賄罪で有罪判決を受けた元助役を擁護する個人的見解の表明に定例記者会見、広報紙、議会報告など公の場を利用した木下博信市長に対する不信任決議が可決された。木下は市議会解散を選択したが、市議選後の10月27日に不信任決議が再可決され、自動失職。出直し市長選挙として行われた2010年12月12日執行の草加市長選に立候補したが、落選した。
- 2011年3月28日、千葉県白井市において、自身の政治団体への寄付や有権者への年賀状の発送の公職選挙法違反や北総鉄道への補助金支出が市議会で再三否決されたにもかかわらず、市長の専決事項で補助金を支出したことにより横山久雅子市長に対する不信任決議が可決された。横山は当初、市議会を解散する意向だったが、不信任決議が可決されてから10日以内に市議会を解散しなかったため、地方自治法第178条の規定により4月8日に市長を自動失職した。横山は出直し市長選挙に立候補したが、落選した。
- 2012年12月20日、福島県双葉町において、東京電力福島第一原発事故で生じた汚染土壌を搬入する放射性廃棄物中間貯蔵施設についての福島県と双葉郡8町村の会議に欠席した井戸川克隆町長に対する不信任決議が可決された。井戸川は町議会解散を選択したが、その後町長辞職を表明し退任した。
- 2013年1月9日、愛媛県西条市において、選挙で新市役所庁舎の建設見直しを訴えて当選したがその後工事続行を決め、その対応が公約違反だとして青野勝市長に対する不信任決議が可決された。青野は市議会解散を選択し、選挙後も混乱は続いたが不信任決議の再可決は行われなかった。
- 2013年6月10日、兵庫県上郡町の工藤崇町長に対し、反町長派が多数を占める町議会との対立から不信任決議が可決された。工藤は町議会解散を選択したが、同日体調不良を理由に町長を辞職した。
- 2015年3月16日、宮城県黒川郡大衡村において、村の50代の女性職員に性的関係を強要したり、1300通ものメールを送りつけたりするパワハラ、セクハラ行為を行ったとして損害賠償を求める訴訟を起こされている跡部昌洋村長に対する不信任決議が可決された。跡部は村議会解散を選択したが、その2日後に村長を辞職した。
- 2015年8月3日、北海道松前郡福島町において、選挙で当選して町長に就任したら便宜を図るよう、IT関連会社の元取締役の男から依頼され、100万円を受け取ったとして事前収賄罪に問われている佐藤卓也町長に対する不信任決議が可決された。佐藤は辞職と町議会解散のいずれも選択せず、地方自治法の規定に基づき失職した。
- 2017年10月27日、福岡県太宰府市において、選挙公約の撤回や副市長の解職など「市政の混乱や停滞を招くなどリーダーとしての資質を欠いている」として芦刈茂市長に対する不信任決議が全会一致で可決された。芦刈は市議会解散を選択したが[3]、市議選後の12月12日に召集された市議会において2度目の不信任決議が可決され、芦刈は地方自治法の規定により失職した。
- 2018年7月27日、群馬県利根郡みなかみ町において、同町内の団体女性職員に対するセクシャルハラスメント行為を行った疑惑を持たれた前田善成町長に対し、『（町長の疑惑により）観光地としてのイメージの失墜、行楽シーズンを控えて観光に携わる人々からの不安の声が高まっている』などとして、臨時の町議会において不信任決議案が可決された[4]。前田は不信任決議に対抗し町議会を解散したが[5]、町議選では支持勢力が大敗し、その責任を取るとして9月10日に辞職願を提出した[6]。しかし、9月18日に召集された町議会では前田の辞職願に同意せず、『一連のセクハラ問題で町政を混乱させた責任を取るべきだ』として2度目となる不信任決議案が提出され、全会一致で再可決され、前田は地方自治法の規定により町長を失職した[7][8]。
- 2020年3月24日、奈良県宇陀市において、保養施設の指定管理者を専決処分で決めたことなどを巡って議会と対立していた高見省次市長に対する不信任決議が可決された。高見は議会解散を選択したが、市議選後の5月15日に開かれた臨時市議会で2度目の不信任決議が可決され、高見は地方自治法の規定により、市長を失職した。
- 2022年6月17日、東京都あきる野市において、介護老人福祉施設の誘致を巡る村木英幸市長の対応を巡り同市議会が「議会軽視だ」と反発し両者が対立、この日の臨時本会議にて村木に対する不信任決議が審議され、賛成20・反対1の大差で可決された[9]。不信任決議を受けた村木は23日に市議会解散を選択した[10]。新たに選出された市議会により7月28日に2度目の不信任決議が可決され、村木は地方自治法の規定により失職した[11]。村木は出直し市長選に立候補したが、元市議会議長の中嶋博幸に大差で敗れた。また、村木は不信任決議は違法であるとして東京地裁に決議の取消しを求めて提訴したが、村木の訴えは棄却されている[12]。
- 2022年9月16日、富山県中新川郡舟橋村において、村役場内のパワーハラスメント問題を調査していた第三者委員会が「村長や副村長など管理監督者のコンプライアンス意識の欠如がパワーハラスメントを蔓延させた」と結論付けたことから村議会で古越邦男村長に対する不信任決議案が提出され、この日の村議会本会議で議長を含む6人の議員全会一致で可決された。不信任決議を受けた古越は直ちに村議会解散を決断し、議会に対して解散を伝達した[13]。しかし選挙後の同年10月26日の村議会で古越に対する2度目の不信任決議が可決され、古越は地方自治法の規定により同日付で村長を失職した[14]。
- 2022年9月26日、兵庫県揖保郡太子町において、町教育長が教育委員を務める女性に対してセクシャルハラスメントを働いた問題が発覚し、当該人物が教育長を辞職する騒動に発展したが、事態の真相究明に対して服部千秋町長が消極的であるとして町議会側が反発を強め、この日の町議会本会議において町長不信任決議案が提出され、審議及び採決の結果、賛成9・反対3で可決された[15]。服部は議会を解散せず町長失職を選択し、出直し町長選挙に立候補する[16]も、同年11月13日の投開票では新人で反服部派の町議などが支援する元教育長の沖汐守彦に敗れた[17]。
- 2024年12月20日、大阪府岸和田市において、永野耕平市長が政治活動で関わりのあった女性と性的関係を続けたことをめぐり、謝罪して解決金500万円を払う内容で和解したことが判明したことを受け、市議会は永野に対する不信任決議案が提出し、賛成20、反対4で可決された[18][19]。これを受けて永野は同月24日に市議会を解散した[20]。同年2月2日の市議会議員選挙を受けて、新たに選出された市議会で同月17日、前述の理由に加え「議会を解散して血税を使った」と永野を批判する2度目の不信任決議案が提出されて賛成多数で可決された。なお、同市議選で当選した永野の妻である永野紗代は「利害関係者」となるため、地方自治法117条の規定により採決から除斥された。2度目の不信任決議の可決により、永野は地方自治法の規定で同日付で市長を失職した[21]。永野は同年4月6日の出直し市長選へ立候補したが、新人候補の佐野英利に約7倍の票差を付けられて落選した[22]。
- 2025年1月30日、秋田県鹿角市において、第三者委員会において12件の市職員への言動がパワハラと認定されたことを受け市議会で関厚市長に対する不信任決議案が提出され、賛成15・反対2で可決された[23]。関は2月5日に市議会解散を選択した。市議選は任期満了に伴い3月9日投開票の日程が既に決まっており、予定通りに行われ[24]、新たに選出された市議会で同月21日、2度目の不信任決議案が提出され、賛成多数で可決された。2度目の不信任決議の可決により、関は地方自治法の規定で同日付で市長を失職した[25]。関は同年4月27日の出直し選挙へ立候補したが、新人候補の笹本真司に約500票差の次点で敗れた[26]。
- 2025年6月18日、沖縄県石垣市において、議会に市が提出した国民健康保険事業の特別会計補正予算での専決処分の日付や議会への説明などに虚偽があるとして、中山義隆市長に対する不信任決議案を賛成19、反対3の賛成多数で可決した[27]。中山は議会を解散せず市長失職を選択した[28]。中山は同年8月17日の出直し市長選に立候補し5選した[29]。

#### 特別区の区長に対して
（以下○○区とあるのはすべて東京都の特別区である（記載時点では東京都にのみ特別区が存在している））
| 可決年月日    | 特別区 | 不信任対象者 | その後 |
| ------------- | ------ | ------------ | --- |
| 1967年5月17日 | 練馬区 | 須田操       | 区議会を解散したものの、改選後の区議会では与党が過半数割れし6月2日に辞意を表明（21日付で区長退任）。 |
| 1993年9月21日 | 葛飾区 | 出口晴三     | 区議会を解散したものの、改選後の区議会で再度不信任案が可決されて失職。再可決前に出口区長は、公職選挙法違反容疑で逮捕された。 |
| 1999年4月1日  | 足立区 | 吉田万三     | 解散を選択したが、吉田与党の共産は2議席を増やしたものの、自民・自由・公明・民主の圧倒的多数は変わらず、5月28日に不信任決議が再可決され、自動失職。出直し区長選挙となり、6月20日の投開票で、自自公民推薦の鈴木恒年に敗れ落選した。 |

地方自治法上の「不信任の議決」が成立しているか争いがある事例として、東京都千代田区の石川雅己区長が行った区議会の解散通知（2020年7月28日）の根拠が挙げられる。区議会は同月27日に、石川区長を地方自治法違反（偽証、証言拒否）の疑いで刑事告発する旨の決議を行ったところ、石川区長がこの決議は区議会の解散根拠となりうる「不信任決議」であるとして、前述の区議会の解散通知を行った。一方区議会の小林孝也議長は、前述の刑事告発決議は、区議会の解散根拠となりうる「不信任決議」にはあたらず、よって前述の区議会の解散通知は無効であるとして解散に応じないとしている。25人の区議全員が解散の無効と執行停止を求め提訴し、 8月7日、東京地方裁判所は議会による刑事告発は不信任議決と同一とはいえないとして、解散通知の効力を停止する決定をした。決定を受け石川は11日に解散通知を取り消し、謝罪した。2021年8月29日、東京地裁は解散通知について「告発は捜査機関に処罰を求めるものにすぎず、不信任には当たらない。解散処分は要件を欠いており、違法」とした上で、石川が既に取り消したことを理由に処分の無効確認の訴えを却下した。

## 国会での不信任決議
国会で不信任決議を行う場合、憲法上規定されている衆議院本会議における出席議員の過半数による内閣不信任決議（日本国憲法第56条第2項、第69条）とそれ以外の法的拘束力のない不信任決議がある。法的拘束力がない不信任決議の対象は衆参両院の役員（議長・副議長・委員長・事務総長等）及び個々の政治任用職にある者（国務大臣・副大臣等）に対して用いられる。衆参両院の役員に対しては、委員会で不信任決議を行う場合がある。慣例上、法的効果の有無に関わらず先決問題とされ、基本的には最優先で審議される。

### 政治任用職者への不信任決議
衆議院において内閣全体ではなく個々の閣僚に対して不信任決議がなされることもあるが、法的に辞職を強制するものではなく憲法第69条のような効果も生じない。ただし、個々の閣僚に対する不信任決議であっても、内閣はこれを内閣全体の基本政策に対する不信任の意思表示であるとみて衆議院を解散しあるいは総辞職することは可能と解されている。なお、参議院では政治任用職にある者（国務大臣・副大臣等）に対しては問責決議が行われている。
1992年のPKO国会では、PKO法案の採決引き伸ばしを狙う野党が、議事妨害の一環として、先決問題である閣僚不信任案を全員分一件ずつ提出してはその度に討論と記名投票を行わせる構えを見せた。これに対して与党は内閣信任決議案を提出し可決させた。その上で、内閣信任決議が行われた以上は、個別の閣僚に対する不信任案の審議は一事不再議の慣例に抵触するため不要であるとした。
| 本会議採決日               | 対象者     | 役職                          | 採決 | 可   | 否   | 票差 | 備考                                                                     |
| -------------------------- | ---------- | ----------------------------- | ---- | ---- | ---- | ---- | ------------------------------------------------------------------------ |
| 1948年（昭和23年）6月24日  | 西尾末広   | 国務大臣                      | 否決 | 178  | 209  | 31   | 日本国憲法下初の閣僚不信任決議採決。いわゆる無任所大臣（副総理）         |
| 1949年（昭和24年）11月25日 | 森幸太郎   | 農林大臣                      | 否決 | 120  | 239  | 119  | 他に同種1案あり。一事不再議により採決せず。                              |
| 1950年（昭和25年）3月4日   | 池田勇人   | 大蔵大臣 通商産業大臣         | 否決 | 99   | 178  | 79   | 他に同種1案あり。一事不再議により採決せず。                              |
| 1951年（昭和26年）3月29日  | 吉田茂     | 外務大臣                      | 否決 | 少数 | 多数 | 不明 | 起立採決。                                                               |
| 1951年（昭和26年）3月31日  | 大橋武夫   | 国務大臣法務総裁              | 否決 | 少数 | 多数 | 不明 | 起立採決。                                                               |
| 1951年（昭和26年）11月8日  | 池田勇人   | 大蔵大臣                      | 否決 | 少数 | 多数 | 不明 | 起立採決。議事日程上1案。 （個別2案の一括採決ではない。）                |
| 1951年（昭和26年）11月8日  | 根本龍太郎 | 農林大臣                      | 否決 | 少数 | 多数 | 不明 | 起立採決。議事日程上1案。 （個別2案の一括採決ではない。）                |
| 1952年（昭和27年）2月27日  | 岡崎勝男   | 国務大臣                      | 否決 | 少数 | 多数 | 不明 | 起立採決。補職は賠償庁長官。                                             |
| 1952年（昭和27年）6月10日  | 木村篤太郎 | 法務総裁                      | 否決 | 少数 | 多数 | 不明 | 起立採決。                                                               |
| 1952年（昭和27年）11月28日 | 池田勇人   | 国務大臣                      | 可決 | 208  | 201  | 7    | 翌日辞任。補職は通商産業大臣・経済審議庁長官。                           |
| 1953年（昭和28年）8月3日   | 岡崎勝男   | 外務大臣                      | 否決 | 133  | 193  | 60   |                                                                          |
| 1954年（昭和29年）3月20日  | 大達茂雄   | 文部大臣                      | 否決 | 134  | 268  | 134  |                                                                          |
| 1954年（昭和29年）4月10日  | 犬養健     | 法務大臣                      | 否決 | 123  | 236  | 113  |                                                                          |
| 1955年（昭和30年）7月25日  | 杉原荒太   | 国務大臣                      | 否決 | 132  | 228  | 96   | 補職は防衛庁長官。                                                       |
| 1955年（昭和30年）12月16日 | 重光葵     | 外務大臣                      | 否決 | 135  | 259  | 124  |                                                                          |
| 1956年（昭和31年）3月20日  | 太田正孝   | 国務大臣                      | 否決 | 141  | 237  | 96   | 補職は自治庁長官。                                                       |
| 1956年（昭和31年）3月22日  | 重光葵     | 外務大臣                      | 否決 | 139  | 249  | 110  | 副総理                                                                   |
| 1956年（昭和31年）4月19日  | 清瀬一郎   | 国務大臣                      | 否決 | 146  | 234  | 112  | 補職は文部大臣。                                                         |
| 1956年（昭和31年）4月29日  | 小林英三   | 国務大臣                      | 否決 | 153  | 254  | 101  | 補職は厚生大臣。                                                         |
| 1956年（昭和31年）5月23日  | 船田中     | 防衛庁長官                    | 否決 | 137  | 208  | 71   |                                                                          |
| 1956年（昭和31年）5月23日  | 一万田尚登 | 大蔵大臣                      | 否決 | 137  | 227  | 90   |                                                                          |
| 1956年（昭和31年）11月26日 | 倉石忠雄   | 労働大臣                      | 否決 | 139  | 247  | 108  |                                                                          |
| 1957年（昭和32年）5月14日  | 松浦周太郎 | 労働大臣                      | 否決 | 141  | 216  | 75   |                                                                          |
| 1958年（昭和33年）4月9日   | 一万田尚登 | 大蔵大臣                      | 否決 | 116  | 219  | 103  |                                                                          |
| 1958年（昭和33年）12月23日 | 灘尾弘吉   | 文部大臣                      | 否決 | 145  | 227  | 82   |                                                                          |
| 1959年（昭和34年）2月17日  | 永野護     | 運輸大臣                      | 否決 | 135  | 239  | 104  |                                                                          |
| 1959年（昭和34年）11月27日 | 藤山愛一郎 | 外務大臣                      | 否決 | 133  | 198  | 65   |                                                                          |
| 1961年（昭和36年）6月6日   | 周東英雄   | 農林大臣                      | 否決 | 132  | 216  | 84   |                                                                          |
| 1962年（昭和37年）4月5日   | 小坂善太郎 | 外務大臣                      | 否決 | 148  | 236  | 88   |                                                                          |
| 1962年（昭和37年）4月28日  | 安井謙     | 自治大臣                      | 否決 | 99   | 180  | 81   |                                                                          |
| 1963年（昭和38年）3月1日   | 大平正芳   | 外務大臣                      | 否決 | 122  | 259  | 137  |                                                                          |
| 1963年（昭和38年）6月22日  | 大橋武夫   | 労働大臣                      | 否決 | 118  | 199  | 81   |                                                                          |
| 1964年（昭和39年）4月28日  | 賀屋興宣   | 法務大臣                      | 否決 | 107  | 229  | 122  |                                                                          |
| 1965年（昭和40年）2月23日  | 椎名悦三郎 | 外務大臣                      | 否決 | 148  | 248  | 100  |                                                                          |
| 1965年（昭和40年）11月10日 | 椎名悦三郎 | 外務大臣                      | 否決 | 134  | 159  | 25   | 否決例における最小の票差。                                               |
| 1965年（昭和40年）11月10日 | 坂田英一   | 農林大臣                      | 否決 | 88   | 137  | 49   |                                                                          |
| 1965年（昭和40年）11月10日 | 福田赳夫   | 大蔵大臣                      | 否決 | 126  | 164  | 35   |                                                                          |
| 1965年（昭和40年）11月10日 | 三木武夫   | 通商産業大臣                  | 否決 | 90   | 148  | 58   |                                                                          |
| 1967年（昭和42年）8月4日   | 坊秀男     | 厚生大臣                      | 否決 | 143  | 202  | 59   |                                                                          |
| 1967年（昭和42年）8月6日   | 藤枝泉介   | 自治大臣 国家公安委員会委員長 | 否決 | 150  | 221  | 71   |                                                                          |
| 1967年（昭和42年）8月6日   | 水田三喜男 | 大蔵大臣                      | 否決 | 124  | 210  | 94   |                                                                          |
| 1967年（昭和42年）8月7日   | 木村俊夫   | 国務大臣                      | 否決 | 112  | 216  | 104  | 補職は内閣官房長官。                                                     |
| 1969年（昭和44年）7月12日  | 斎藤昇     | 厚生大臣                      | 否決 | 121  | 180  | 59   |                                                                          |
| 1969年（昭和44年）7月29日  | 坂田道太   | 文部大臣                      | 否決 | 118  | 218  | 100  |                                                                          |
| 1971年（昭和46年）10月27日 | 福田赳夫   | 外務大臣                      | 否決 | 169  | 274  | 105  |                                                                          |
| 1971年（昭和46年）10月27日 | 田中角栄   | 通商産業大臣                  | 否決 | 171  | 280  | 109  |                                                                          |
| 1973年（昭和48年）9月21日  | 山中貞則   | 防衛庁長官                    | 否決 | 161  | 241  | 80   |                                                                          |
| 1973年（昭和48年）9月21日  | 奥野誠亮   | 文部大臣                      | 否決 | 161  | 230  | 69   |                                                                          |
| 1975年（昭和50年）7月1日   | 福田一     | 自治大臣                      | 否決 | 少数 | 多数 | 不明 | 起立採決。他の補職は国家公安委員会委員長・北海道開発庁長官。             |
| 1975年（昭和50年）7月1日   | 大平正芳   | 大蔵大臣                      | 否決 | 少数 | 多数 | 不明 | 起立採決。                                                               |
| 1975年（昭和50年）10月25日 | 村上勇     | 郵政大臣                      | 否決 | 160  | 222  | 62   |                                                                          |
| 1975年（昭和50年）10月25日 | 大平正芳   | 大蔵大臣                      | 否決 | 160  | 217  | 57   |                                                                          |
| 1977年（昭和52年）5月11日  | 三原朝雄   | 防衛庁長官                    | 否決 | 147  | 232  | 85   |                                                                          |
| 1977年（昭和52年）5月11日  | 藤田正明   | 総理府総務長官 沖繩開発庁長官 | 否決 | 167  | 228  | 61   |                                                                          |
| 1987年（昭和62年）4月23日  | 宮澤喜一   | 大蔵大臣                      | 否決 | 191  | 282  | 91   |                                                                          |
| 1997年（平成9年）4月22日   | 近岡理一郎 | 科学技術庁長官                | 否決 | 少数 | 多数 | 不明 | 起立採決。                                                               |
| 1997年（平成9年）11月25日  | 三塚博     | 大蔵大臣                      | 否決 | 214  | 259  | 45   |                                                                          |
| 2002年（平成14年）2月5日   | 武部勤     | 農林水産大臣                  | 否決 | 186  | 276  | 90   |                                                                          |
| 2004年（平成16年）8月5日   | 坂口力     | 厚生労働大臣                  | 否決 | 185  | 279  | 92   |                                                                          |
| 2007年（平成19年）5月31日  | 柳澤伯夫   | 厚生労働大臣                  | 否決 | 131  | 333  | 202  |                                                                          |
| 2010年（平成22年）5月31日  | 赤松広隆   | 農林水産大臣                  | 否決 | 141  | 306  | 165  |                                                                          |
| 2010年（平成22年）11月15日 | 仙谷由人   | 内閣官房長官                  | 否決 | 152  | 314  | 162  |                                                                          |
| 2010年（平成22年）11月15日 | 馬淵澄夫   | 国土交通大臣                  | 否決 | 151  | 316  | 165  |                                                                          |
| 2014年（平成26年）6月20日  | 石原伸晃   | 環境大臣                      | 否決 | 142  | 326  | 184  |                                                                          |
| 2016年（平成28年）11月10日 | 山本有二   | 農林水産大臣                  | 否決 | 125  | 323  | 198  |                                                                          |
| 2016年（平成28年）11月29日 | 塩崎恭久   | 厚生労働大臣                  | 否決 | 122  | 338  | 216  |                                                                          |
| 2017年（平成29年）5月18日  | 金田勝年   | 法務大臣                      | 否決 | 125  | 334  | 209  |                                                                          |
| 2018年（平成30年）5月22日  | 茂木敏充   | 国務大臣                      | 否決 | 135  | 320  | 185  | 補職は経済再生担当大臣・経済財政政策担当大臣。                           |
| 2018年（平成30年）5月25日  | 加藤勝信   | 厚生労働大臣                  | 否決 | 130  | 300  | 170  | 他の補職は拉致問題担当大臣。                                             |
| 2018年（平成30年）6月15日  | 石井啓一   | 国土交通大臣                  | 否決 | 131  | 322  | 191  | 他の補職は水循環政策担当大臣。                                           |
| 2018年（平成30年）11月27日 | 山下貴司   | 法務大臣                      | 否決 | 139  | 309  | 170  |                                                                          |
| 2019年（平成31年）3月1日   | 根本匠     | 厚生労働大臣                  | 否決 | 132  | 317  | 185  | 他の補職は働き方改革担当大臣。                                           |
| 2019年（令和元年）6月21日  | 麻生太郎   | 財務大臣                      | 否決 | 132  | 317  | 185  | 他の補職は金融担当大臣・デフレ脱却担当大臣。                             |
| 2020年（令和2年）2月27日   | 森まさこ   | 法務大臣                      | 否決 | 136  | 319  | 183  |                                                                          |
| 2021年（令和3年）4月1日    | 武田良太   | 総務大臣                      | 否決 | 130  | 322  | 192  |                                                                          |
| 2023年（令和5年）5月18日   | 鈴木俊一   | 財務大臣                      | 否決 | 108  | 343  | 235  | 記名投票における最大の票差。他の補職は金融担当大臣・デフレ脱却担当大臣。 |
| 2023年（令和3年）12月12日  | 松野博一   | 内閣官房長官                  | 否決 | 166  | 278  | 112  | 他の補職は拉致問題担当大臣・沖縄基地負担軽減担当大臣                     |

※太字は不信任決議可決例
※役職欄に記載の職名は当該不信任決議案の題名に用いられた表記による（必ずしも法的に正式な表記ではない）。
※これらのほかにも、決議案提出後（撤回、会期終了等により）採決に至らなかったものが多数ある。

### 国会役職者への不信任決議
議会が自ら選任した役員を解任するには国会法など議会法上に特段の定めがある場合を除き許されない。国会法は常任委員長についてのみ解任規定を置いている（国会法第30条の2）。しかし、議会運営を混乱させて責任を明らかにする必要がある場合や誠実に職務を執行せず議会運営が停滞しているとみられる場合には当該役員に対して自ら職を辞するよう不信任決議をなしうる（常任委員長に対しても解任が相当とまではいえない場合には不信任決議をなしうる）。不信任決議によって辞任が強制されたりすることはなく決議に拘束力はないが、当該役員は在任の根拠を失うため自らの進退を決する政治的・道義的責任を負うこととなる。国会役職者に対する不信任決議については法的拘束力があるとみる学説も存在するが、1961年6月8日の「衆議院副議長久保田鶴松君不信任決議案」においてはその可決によっても当然に失職とされたわけではなく、同日午後に久保田副議長から清瀬一郎議長宛に辞職願が提出されたのを受け、国会法第30条に基づいて「副議長久保田鶴松君辞職の件」として記名投票による採決が行われた上で辞職が許可されている。
衆議院規則は議員が議長・副議長・仮議長のいずれかの信任又は不信任に関する動議若しくは決議案を発議するときは、理由を附して50人以上の賛成者と連署して議長に提出しなければならないとする（衆議院規則第28条の2第1項・第3項）。発議要件について参議院規則には同旨の規定はないが、同様の重い発議要件を課すべきとされる。
役員の不信任に関する議事は一般の議事に対しては優先して扱われる。議長の不信任決議案が発議された場合、国会法上の「議長に事故がある」ものとして扱われる（昭和53年衆議院先例集66）。そして国会法の規定に従って副議長が議長の職務を行い決議案の採決が行われる（国会法第21条）。
なお、常任委員長に対する解任決議は本会議で「その院の決議をもって」行われ（国会法第30条の2）、常任委員会における不信任決議においてこの規定を援用して委員長を解任することはできない（法的拘束力のない不信任決議をなしうるにとどまる）。委員長の信任または不信任動議の議事は、慣例では委員長の指名する委員会理事が代行する。
| 本会議採決日               | 議院   | 対象者     | 役職     | 採決 | 可   | 否   | 票差 | 備考                                                   |
| -------------------------- | ------ | ---------- | -------- | ---- | ---- | ---- | ---- | ------------------------------------------------------ |
| 1949年（昭和24年）5月31日  | 参議院 | 松嶋喜作   | 副議長   | 否決 | 少数 | 多数 | 不明 | 起立採決。                                             |
| 1949年（昭和24年）11月30日 | 衆議院 | 岩本信行   | 副議長   | 否決 | 129  | 228  | 99   |                                                        |
| 1952年（昭和27年）6月27日  | 参議院 | 佐藤尚武   | 議長     | 否決 | 31   | 171  | 140  |                                                        |
| 1952年（昭和27年）7月1日   | 参議院 | 佐藤尚武   | 議長     | 否決 | 28   | 118  | 90   |                                                        |
| 1952年（昭和27年）7月31日  | 衆議院 | 岩本信行   | 副議長   | 否決 | 102  | 202  | 100  |                                                        |
| 1953年（昭和28年）8月1日   | 衆議院 | 堤康次郎   | 議長     | 否決 | 少数 | 多数 | 不明 | 起立採決。                                             |
| 1954年（昭和29年）6月5日   | 衆議院 | 堤康次郎   | 議長     | 否決 | 少数 | 多数 | 不明 | 起立採決。                                             |
| 1956年（昭和31年）5月30日  | 参議院 | 寺尾豊     | 副議長   | 否決 | 68   | 122  | 54   |                                                        |
| 1956年（昭和31年）6月2日   | 参議院 | 芥川治     | 事務総長 | 否決 | 49   | 128  | 79   |                                                        |
| 1959年（昭和34年）4月3日   | 参議院 | 松野鶴平   | 議長     | 否決 | 65   | 91   | 26   | 参議院における記名投票での最小の票差。                 |
| 1959年（昭和34年）12月21日 | 衆議院 | 加藤鐐五郎 | 議長     | 否決 | 116  | 224  | 92   |                                                        |
| 1961年（昭和36年）6月8日   | 衆議院 | 清瀬一郎   | 議長     | 否決 | 134  | 223  | 89   |                                                        |
| 1961年（昭和36年）6月8日   | 衆議院 | 久保田鶴松 | 副議長   | 可決 | 207  | 150  | 57   | 即日辞任。                                             |
| 1962年（昭和37年）12月22日 | 参議院 | 重宗雄三   | 議長     | 否決 | 62   | 101  | 39   |                                                        |
| 1962年（昭和37年）12月22日 | 参議院 | 重政庸徳   | 副議長   | 否決 | 56   | 105  | 49   |                                                        |
| 1963年（昭和38年）6月22日  | 衆議院 | 清瀬一郎   | 議長     | 否決 | 129  | 215  | 86   |                                                        |
| 1963年（昭和38年）6月22日  | 衆議院 | 原健三郎   | 副議長   | 否決 | 113  | 178  | 65   |                                                        |
| 1963年（昭和38年）6月29日  | 参議院 | 重宗雄三   | 議長     | 否決 | 75   | 110  | 35   |                                                        |
| 1965年（昭和40年）5月27日  | 参議院 | 重政庸徳   | 副議長   | 否決 | 56   | 104  | 48   |                                                        |
| 1965年（昭和40年）5月27日  | 参議院 | 重宗雄三   | 議長     | 否決 | 56   | 105  | 49   |                                                        |
| 1965年（昭和40年）12月3日  | 衆議院 | 田中伊三次 | 議長     | 否決 | 101  | 173  | 72   |                                                        |
| 1965年（昭和40年）12月10日 | 参議院 | 重宗雄三   | 議長     | 否決 | 69   | 122  | 53   |                                                        |
| 1965年（昭和40年）12月10日 | 参議院 | 河野謙三   | 副議長   | 否決 | 87   | 120  | 33   |                                                        |
| 1969年（昭和44年）7月11日  | 衆議院 | 石井光次郎 | 議長     | 否決 | 130  | 187  | 57   | 衆議院における記名投票での否決の最小の票差。           |
| 1969年（昭和44年）7月11日  | 衆議院 | 小平久雄   | 副議長   | 否決 | 146  | 204  | 58   |                                                        |
| 1969年（昭和44年）7月26日  | 衆議院 | 松田竹千代 | 議長     | 否決 | 125  | 212  | 87   |                                                        |
| 1969年（昭和44年）7月27日  | 衆議院 | 藤枝泉介   | 副議長   | 否決 | 134  | 219  | 85   |                                                        |
| 1969年（昭和44年）8月3日   | 参議院 | 安井謙     | 副議長   | 未決 | -    | -    | -    | 議長が大学管理法案の繰上げ採決を行ったため紛糾し未決。 |
| 1970年（昭和45年）1月14日  | 参議院 | 重宗雄三   | 議長     | 否決 | 98   | 128  | 30   |                                                        |
| 1971年（昭和46年）11月26日 | 衆議院 | 船田中     | 議長     | 否決 | 101  | 263  | 162  |                                                        |
| 1971年（昭和46年）11月26日 | 衆議院 | 荒舩清十郎 | 副議長   | 否決 | 94   | 254  | 160  |                                                        |
| 1975年（昭和50年）6月30日  | 参議院 | 河野謙三   | 議長     | 否決 | 少数 | 多数 | 不明 | 起立採決。                                             |
| 1975年（昭和50年）7月3日   | 参議院 | 前田佳都男 | 副議長   | 否決 | 少数 | 多数 | 不明 | 起立採決。                                             |
| 1975年（昭和50年）12月12日 | 参議院 | 河野謙三   | 議長     | 否決 | 少数 | 多数 | 不明 | 起立採決。                                             |
| 1978年（昭和53年）6月14日  | 参議院 | 安井謙     | 議長     | 否決 | 少数 | 多数 | 不明 | 起立採決。                                             |
| 1982年（昭和57年）7月30日  | 参議院 | 徳永正利   | 議長     | 否決 | 少数 | 多数 | 不明 | 起立採決。                                             |
| 1983年（昭和58年）11月28日 | 参議院 | 木村睦男   | 議長     | 否決 | 少数 | 多数 | 不明 | 起立採決。                                             |
| 1992年（平成4年）6月7日    | 参議院 | 長田裕二   | 議長     | 否決 | 少数 | 多数 | 不明 | 起立採決。                                             |
| 1992年（平成4年）6月13日   | 衆議院 | 櫻内義雄   | 議長     | 否決 | 157  | 326  | 169  | PKO国会。                                              |
| 1995年（平成7年）6月13日   | 衆議院 | 土井たか子 | 議長     | 否決 | 186  | 298  | 112  | 終戦50年決議の取扱について。                           |
| 1995年（平成7年）6月13日   | 衆議院 | 鯨岡兵輔   | 副議長   | 否決 | 184  | 299  | 115  | 終戦50年決議の取扱について。                           |
| 1997年（平成9年）12月12日  | 参議院 | 斎藤十朗   | 議長     | 否決 | 96   | 143  | 47   |                                                        |
| 1999年（平成11年）8月12日  | 参議院 | 斎藤十朗   | 議長     | 否決 | 92   | 139  | 48   |                                                        |
| 2000年（平成12年）10月19日 | 参議院 | 井上裕     | 議長     | 否決 | 96   | 126  | 30   |                                                        |
| 2000年（平成12年）11月21日 | 衆議院 | 綿貫民輔   | 議長     | 否決 | 少数 | 多数 | 不明 | 起立採決。                                             |
| 2002年（平成14年）7月31日  | 参議院 | 倉田寛之   | 議長     | 否決 | 97   | 135  | 38   |                                                        |
| 2004年（平成16年）6月5日   | 参議院 | 倉田寛之   | 議長     | 否決 | 20   | 128  | 108  | 参議院における記名投票での最大の票差。                 |
| 2004年（平成16年）6月5日   | 参議院 | 川村良典   | 事務総長 | 否決 | 少数 | 多数 | 不明 | 起立採決。                                             |
| 2007年（平成19年）6月20日  | 衆議院 | 河野洋平   | 議長     | 否決 | 118  | 319  | 201  |                                                        |
| 2010年（平成22年）2月25日  | 衆議院 | 横路孝弘   | 議長     | 否決 | 115  | 326  | 211  | 衆議院における記名投票での最大の票差。                 |
| 2012年（平成24年）8月10日  | 参議院 | 平田健二   | 議長     | 否決 | 42   | 194  | 152  | 参議院における押しボタン式投票での最大の票差。         |
| 2013年（平成25年）6月26日  | 参議院 | 平田健二   | 議長     | 否決 | 100  | 128  | 28   |                                                        |
| 2015年（平成27年）9月18日  | 参議院 | 山崎正昭   | 議長     | 否決 | 76   | 148  | 72   | 平和安全法案の取扱について。                           |
| 2016年（平成28年）12月14日 | 参議院 | 伊達忠一   | 議長     | 否決 | 72   | 167  | 95   |                                                        |
| 2018年（平成30年）7月19日  | 参議院 | 伊達忠一   | 議長     | 否決 | 69   | 154  | 85   |                                                        |
| 2022年（令和4年）6月9日    | 衆議院 | 細田博之   | 議長     | 否決 | 105  | 288  | 183  |                                                        |

※太字は不信任決議可決例
| 委員会採決日               | 議院   | 委員会                     | 不信任対象者 | 役職   | 備考       |
| -------------------------- | ------ | -------------------------- | ------------ | ------ | ---------- |
| 1948年（昭和23年）12月22日 | 衆議院 | 予算委員会                 | 上林山栄吉   | 委員長 | 辞任拒否。 |
| 1994年（平成6年）1月12日   | 参議院 | 政治改革に関する特別委員会 | 本岡昭次     | 委員長 | 即日辞任。 |
| 2007年（平成19年）6月18日  | 衆議院 | 懲罰委員会                 | 横光克彦     | 委員長 | 辞任拒否。 |